# 阿維塔11
阿維塔11（中:阿维塔11、英:AVATR 11)は、中国のAVATRが製造・販売しているクロスオーバーSUVタイプの電気自動車である。

## 概要
2021年に発表され、2022年に販売された高価格帯の電気自動車。
AVATRから初めて販売された自動車であり、長安汽車、ファーウェイ、寧徳時代により共同で開発されたCHNプラットフォームが採用されている。

### パワートレイン
全グレードが4WDとなっており、フロントとリアに独立した2つのモーターを備える。
モーターにはファーウェイにより設計・製造されているDriveONEモーターが採用されており、合計での最大トルクは650Nmとなっている。
また、フロントとリアのホイールのトルクは統合してコントロールされており、時速100 kmまで3.98秒で加速する力を持つ。

### バッテリー
寧徳時代の三元リチウムイオン電池が搭載されており、最上位モデルでのCLTC航続距離は680km、電池容量は116kWhとなっている。
また、240kWでの急速充電に対応しており、10分の充電で200kmの走行が可能としている。

### 運転支援システム
自動運転や車載システムのパッケージであるHUAWEI INSIDEが採用されており、3個の半固体LIDAR、6個のミリ波レーダー、12個の超声波レーダー、13個のカメラ、計算モジュールのMDC810により構成されている。

### インフォテイメントシステム
インフォテイメントシステムはHarmonyOSで動作し、ハイシリコン社製Kirin990Aプロセッサを搭載している。
また、アクティブノイズキャンセリング(ANC)機能を搭載している。

### 製造
製造は重慶市にある長安汽車の魚嘴工場で行われ、生産能力は年間で最大35万台としている。

### 価格
長航続版、長航続奢亭版、超長航続奢亭版の3つのグレードがあり、価格はそれぞれ35万元、37万元、41万元からとなっている。

## 歴史
2021年11月20日、上海で初めて公開された。内装や詳細な性能などは発表されず、2022年第2四半期に公表するとした。
2022年5月、内装の画像が発表された。
2022年8月、成都国際モーターショーで正式に発表された。
2022年8月26日、予約台数が2万台に到達した。

## ギャラリー

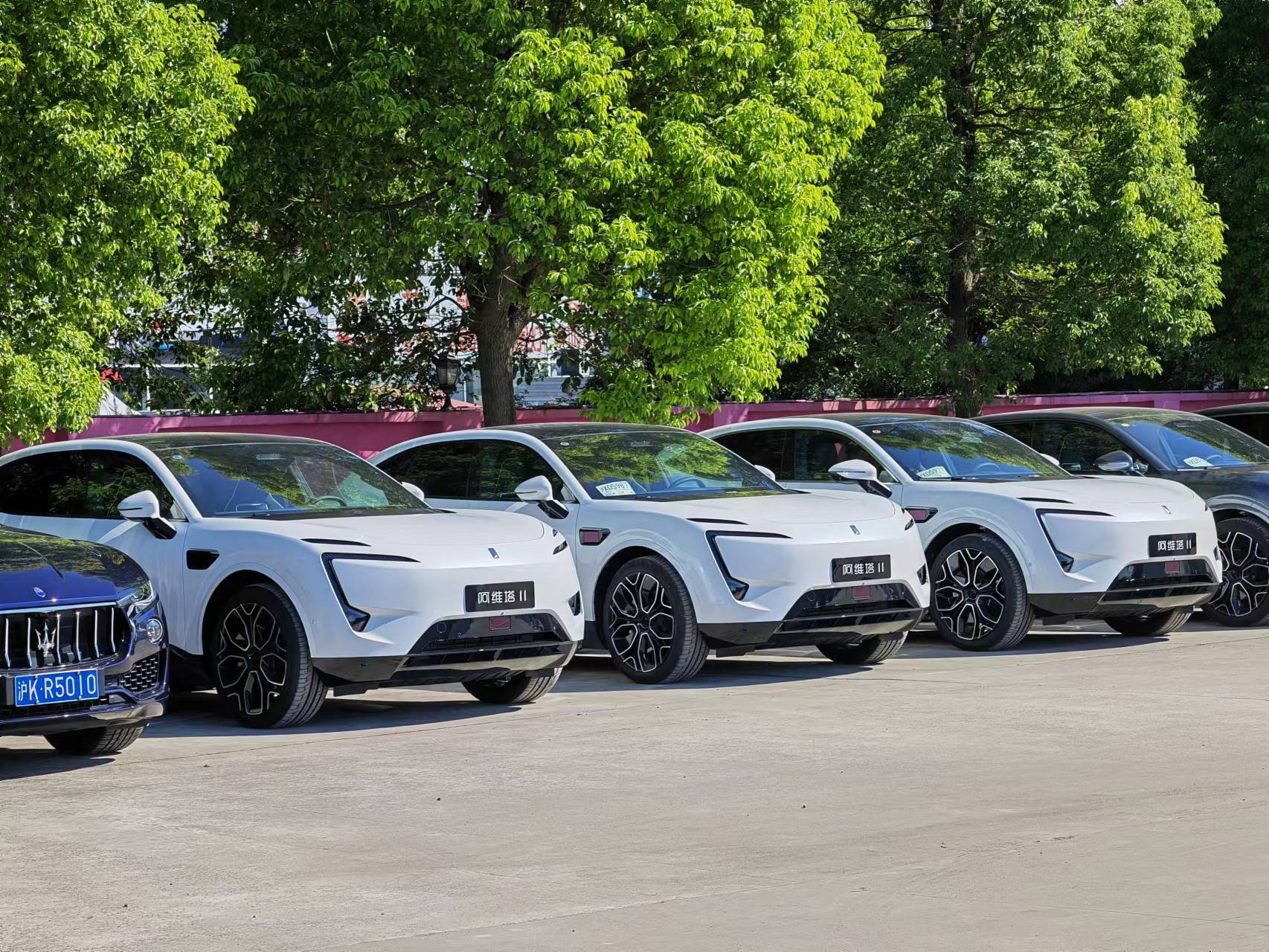
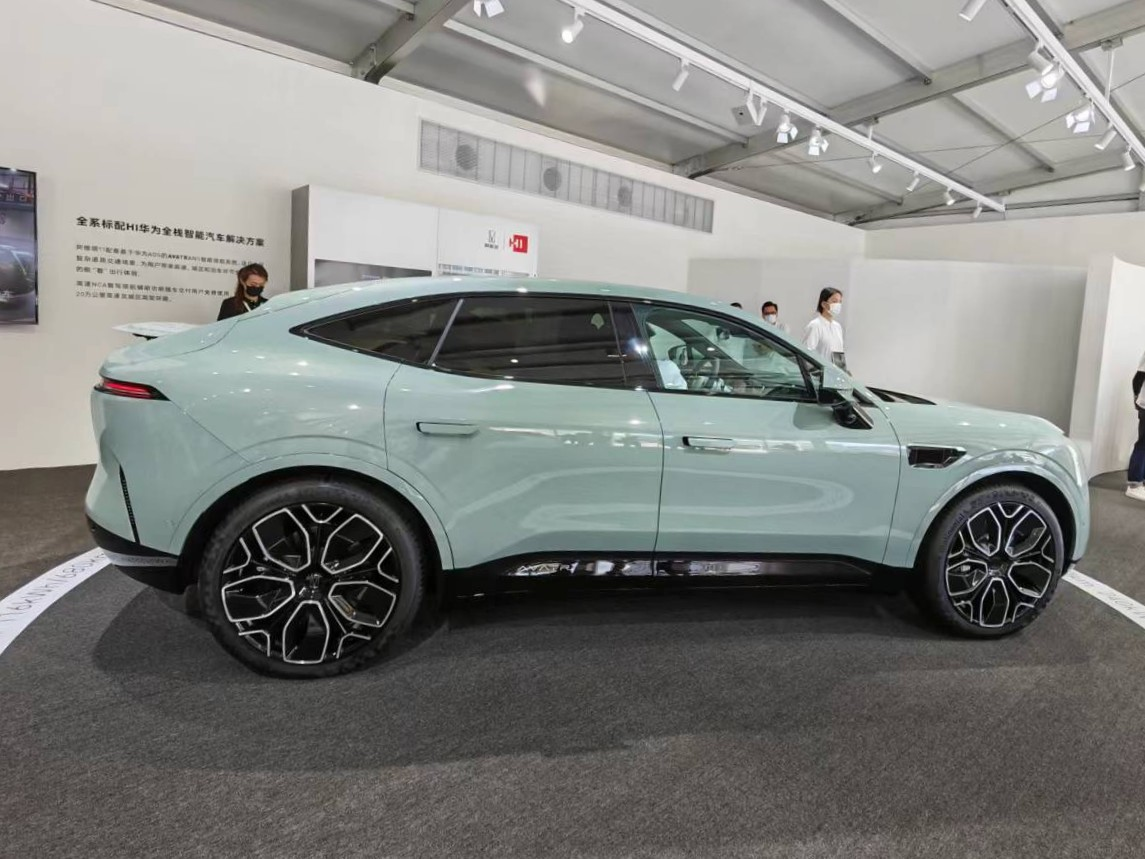
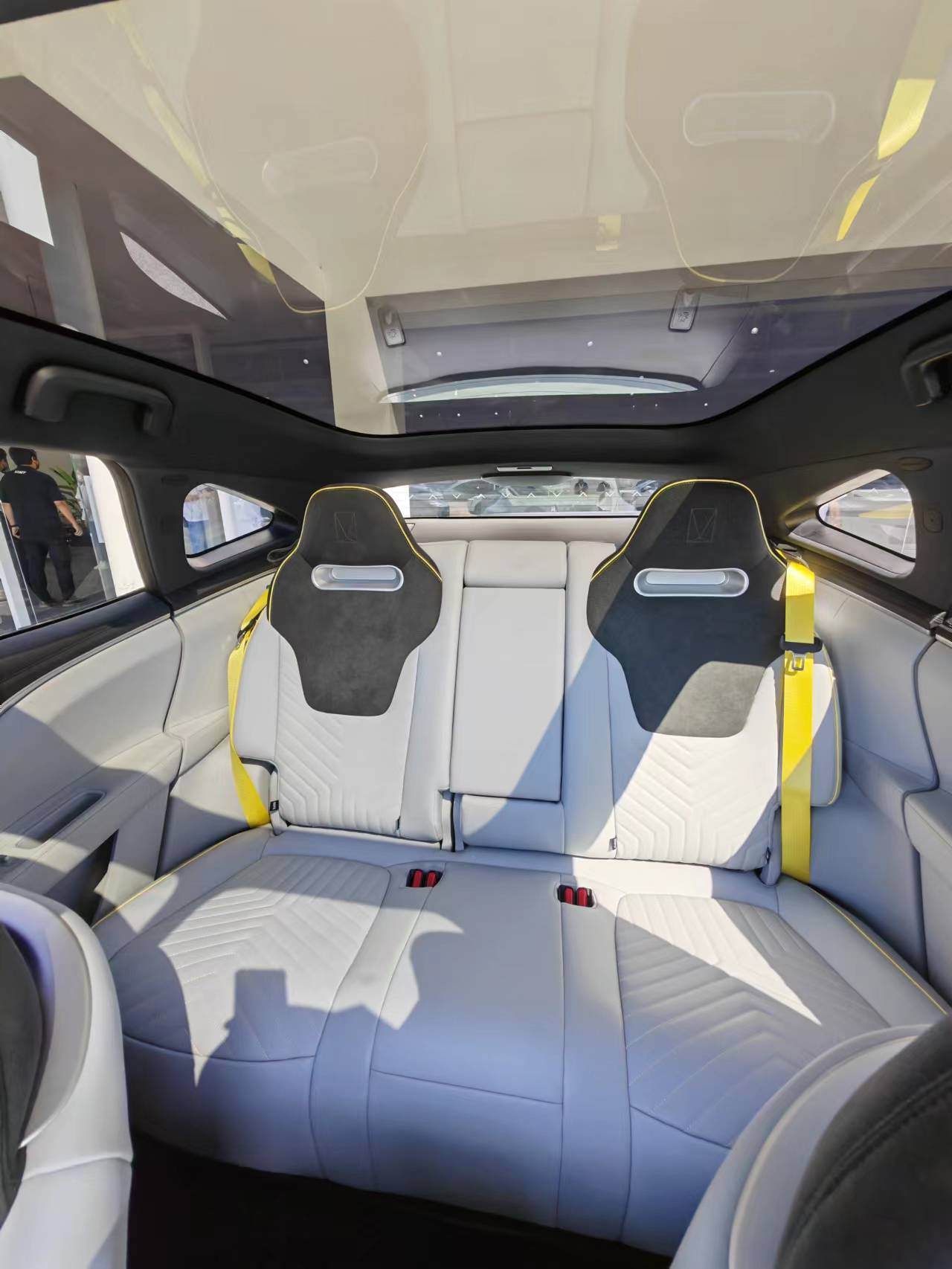
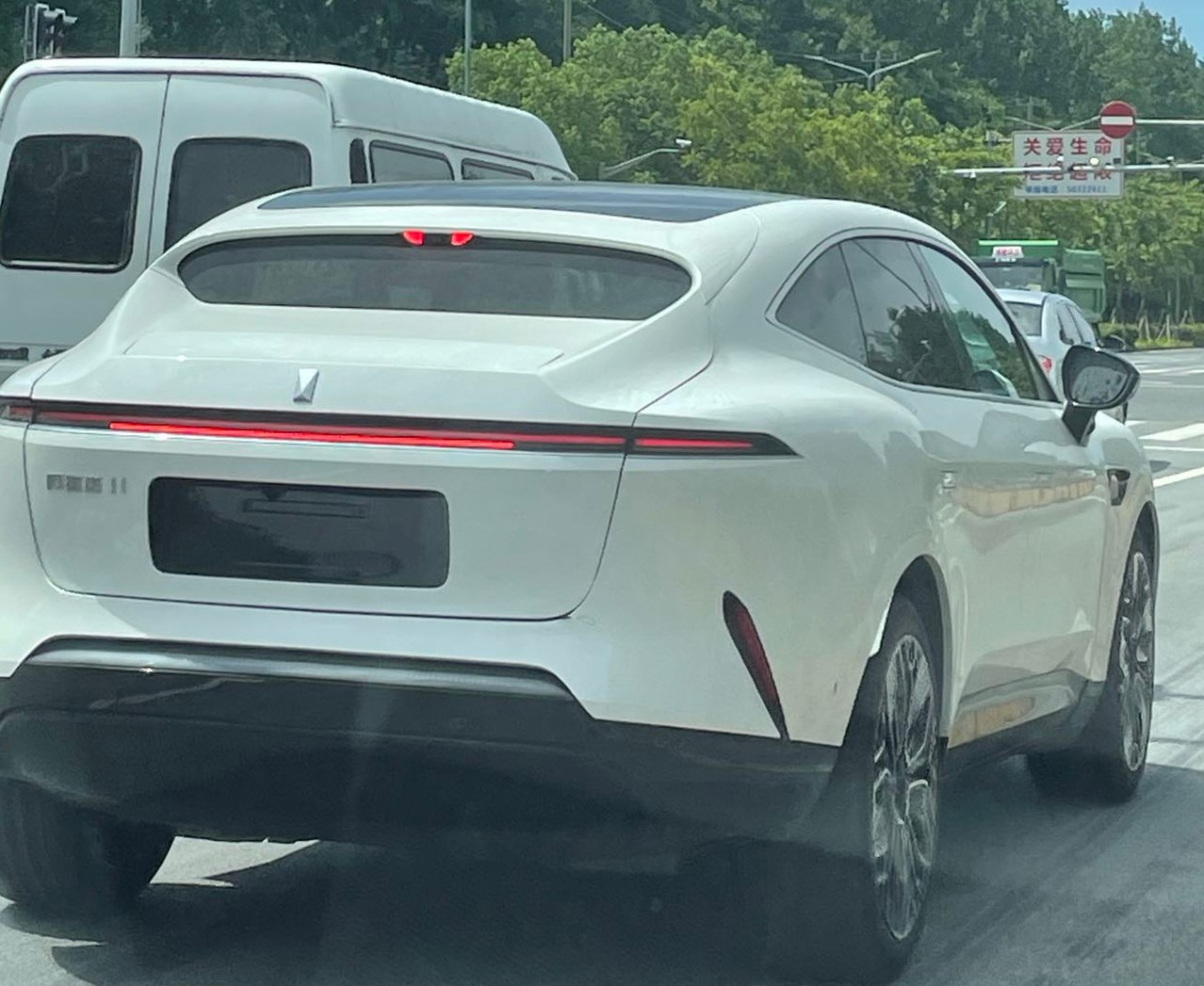